# سيري هوستفيدت
سيري هوستفيدت (بالإنجليزية: Siri Hustvedt)‏ (ولدت في 19 فبراير 1955) روائية وكاتبة أمريكية. هي مؤلفة لكتاب في الشعر وسبع روايات وكتابين من المقالات والعديد من الأعمال غير الروائية. تمت ترجمة أعمالها إلى أكثر من ثلاثين لغة.

## الحياة الشخصية
قابلت هوستفيدت زوجها الكاتب بول أوستر في عام 1981 وتزوجا في العام التالي. يعيشون معا في بروكلين، نيويورك. 

## كتب

### الشعر
- القراءة لك (1982)

### خيال
- الغمامة (1992)
- سحر ليلي داهل (1996)
- ما أحببت (2003)
- أحزان أمريكي (2008)
- الصيف بدون رجال (2011)
- العالم المحترق (2014)
- ذكريات المستقبل (2019)

### غير الخيالية
- يوندر (1998)
- أسرار المستطيل: مقالات عن الرسم (2005)
- التماس لإيروس (2005)
- المرأة المهتزة أو تاريخ أعصابي (2009)
- العيش والتفكير والنظر (2012)
- امرأة تنظر إلى الرجال تنظر إلى النساء - مقالات (2016)

## روابط خارجية
- سيري هوستفيدت على موقع IMDb (الإنجليزية)
- سيري هوستفيدت على موقع مونزينجر (الألمانية)